# John Alvbåge
John Rune Alvbåge, född 10 augusti 1982 i Torslanda församling i Göteborg, är en svensk före detta fotbollsmålvakt som bland annat spelade för IFK Göteborg och Örebro SK.

## Klubbkarriär
John Alvbåge spelade 2005–2008 i den danska högstaligan, SAS-ligan, i klubben Viborg FF.
Den 1 juli 2008 blev en övergång till Örebro SK klar, då han skrivit på ett 3,5-årskontrakt för klubben. Den 6 oktober 2011 offentliggjordes att Alvbåge skrivit på ett kontrakt med IFK Göteborg som sträcker över fyra år, och 2 november 2015 meddelade klubben att Alvbåge skrivit på för ytterligare tre år.
I januari 2017 lånades Alvbåge ut till amerikanska Minnesota United. I augusti 2017 lånades Alvbåge ut till Stabæk i norska Eliteserien. I januari 2018 blev det klart att Alvbåge skrivit på ett 18 månaders långt kontrakt med cypriotiska Nea Salamis.
I mars 2019 presenterades Alvbåge av IK Sirius. Efter säsongen 2019 lämnade han klubben. I januari 2020 blev Alvbåge klar för Lindome GIF.
I april 2021 skrev Alvbåge kontrakt med Akropolis IF. Efter säsongen 2021 lämnade han klubben.
Den 5 april 2022 blev Alvbåge klar för Division 5-klubben IFK Lindesberg.

## Landslagskarriär
Alvbåge har spelat fyra landskamper för det svenska landslaget. Han ingick i den svenska VM-truppen 2006 i Tyskland.

## Kontroverser
Under Eurovision Song Contest 2014 skrev Alvbåge på Twitter inför Rumäniens bidrag: Nu Rumänien! Om alla tiggare tar upp sin mobil (som dom har) runt om i Europa och röstar så vinner denna låten lätt!. Kommentaren uppfattades som diskriminerande mot rumänska tiggare. Alvbåge fick en tillsägelse av sin dåvarande klubb IFK Göteborgs klubbdirektör och tvingades ta avstånd från sin tweet.